# Фатальний привід
«Фатальний ревенант» — фентезійний роман американського письменника Стівена Р. Дональдсона, друга книга серії «Останні хроніки Томаса Ковенанта».
Лінден Евері потрапляє на 10 000 років у минуле Землі, де вона зустрічає Берека Напіврукого.

## Введення сюжету
Дональдсон повертається в Країну для третьої серії романів, заснованих там. Ми знову знайомимося з Лінден Ейвері через роки після того, як вона вперше зустрілася з Томасом Ковенантом і назавжди змінила цей досвід. Ми знову подорожуємо у знайомий фантастичний світ, де все знову під загрозою.

## Короткий зміст сюжету
Лінден Ейвері сповнена рішучості врятувати свого прийомного сина Єремію від рук Зневажителя. Однак, перш ніж вона навіть почала пошуки, виявляється, що Єремія та Томас Ковенант в'їхали в Ревелстоун, незважаючи на голос Томаса Ковенанта, який раніше просив Лінден «знайти мене». Поведінка і поведінка двох її коханих викликає у Лінден підозри і сумніви.
Майстри (Харучай) діють як господарі, поки група перебуває в Рвелстоуні. Лінден намагається змити деякі наслідки своїх пригод і бруду Кевіна, скупавшись у Ґліммермірі, озері, багатому силою Землі над Ревелстоуном. Саме там вічно конфліктна Есмер повідомляє їй, що вона повинна бути «першою, хто вип'є земної крові».
Лінден повертається до Ревелстоуну та досягає своєї найближчої мети — перекрити доступ Демондімів до фрагмента Каменя Іллеарта, але невдовзі після цього вона переноситься на тисячі років у минуле Землі формами Томаса Ковенанта та Єремії. Ковенант відкриває Лінден, що вони з Єремією планують випити земної крові, намагаючись перешкодити жахливим планам як лорда Фоула, так і Кастенессена, елохіма- відступника. Однак незабаром тріо стикається з таємничим і обізнаним Теомахом, могутньою фігурою, яка є представником освіченої раси, відомої як інсеквент. Лінден повідомляється, що вона повинна бути обережною, щоб не порушити Закон Часу під час подорожі цією епохою.
Лінден та її супутники стикаються з давнім героєм Землі Береком Харттью, Господом-Батьком, і його дуже виснаженою армією. Феомах проводить Лінден на цій зустрічі, пам'ятаючи, що їхня присутність у цей час може мати глибокий вплив на Закон Часу. Саме під час цієї зустрічі Теомах розкриває Береку Сім Слів Сили. Insequent пояснює дивний вигляд і присутність Лінден, називаючи її першою з «Необмежених», таким чином зберігаючи Закон Часу недоторканим. Берек відчуває її каблучку з білого золота, яка, як виявляється, стала першою зустріччю Землі з потужним сплавом.
Лінден, Ковенант і Єремія покидають табір Берека, залишаючи Теомаха виконувати обрану ним роль провідника Берека.
Поки Ковенант і Єремія намагаються телепортувати тріо до Меленкуріона Скайвейра, джерела земної крові, Лінден відділяється від них і опиняється втраченою серед стародавнього лісу Гарротінг Деп. Тут вона стикається з стародавньою расою, вілесами.
З часів, проведених у Країні, вона знає, що Мерзотники будуть зіпсовані Рейверами лорда Фоула в наступні століття; зрештою вони породять Демондімів, які, у свою чергу, породять ур-вілів і Вейнхіма. Під час цієї зустрічі Лінден ризикує Законом Часу, намагаючись відмовити Мерзотників від їхнього шляху самоненависті, повідомляючи Мерзотникам про участь Рейвера в їхній розбещеності. Однак у розпал її одкровення Ковенант і Єремія примудряються спровокувати протистояння між Мерзотниками та лісом Гарротінг Діп, Керройлом Вайлдвудом. Під час наступної битви Лінден возз'єднується з двома своїми супутниками, які поспішають її до Меленкуріона Скайвейра.
Трійця потрапляє в печери Меленкуріона Скайвейра. Сумніви та побоювання Лінден щодо її супутників продовжують зростати, і коли троє наближаються до Земної крові, Лінден вирішує прийняти потужну субстанцію, що виконує бажання, перед Завітом або Єремією.
Випивши земної крові, Лінден наказує показати правду про її супутників. Миттєво відкриваються їхні справжні форми: син Томаса Ковенанта, Роджер Ковенант, носив вигляд свого батька, тоді як показано, що Єремія перебуває під зловмисним впливом кройеля, паразитичної істоти, яка живиться та захоплює розум свого господаря. У печерах Меленкуріона Скайвейра відбувається бурхлива битва, під час якої стародавня гора розривається на частини. Роджер Ковенант і керований кройлем Єремія зрештою втікають, залишаючи Лінден у стані відчаю. У напівкататонічному стані вона зрештою знову опиняється серед дерев Гарротінг Деп. Тут Лінден знаходить Махдуба, ще одного з Інсеквентів, який раніше подружився з нею в Ревелстоні в її «відповідний» час. Махдуб діє як зв'язковий Лінден під час зустрічі з Керріол Вілдвуд, під час якої Форестал дарує Лінден руни для її Посоха Закону. Після дарування рун здатність Махдуба подорожувати в часі дозволяє Лінден повернутися в належний час, де вона возз'єднується зі своїми друзями.
Коли Лінден оговтується від тяжких випробувань, її друзі розповідають їй, що вони спілкувалися з голосом Томаса Ковенанта через Анель. Вони також розповідають їй про таємничу людину, яка позбавила Ревелстоун від накопичених Демондімів. Лінден протистоїть людині, яка виявляється Гарроу, ще одним з Інсеквентів. Він намагається вирвати в неї каблучку з білого золота Лінден і Посох Закону, але Махдубт втручається і змушує Гарроу програти ціною її здорового глузду.
Зрештою Лінден вирішує знайти криль Лоріка, потужний інструмент, який дозволить їй спрямувати силу її каблучки з білого золота та Посоха Закону.
У супроводі своїх друзів і Принижених (трьох самоскалічених Харухаїв) Лінден веде квест до Анделайна, останнього відомого місця спочинку криля. Однак компанія обложена, коли на шляху їх атакує армія квевіґхтів і крешів на чолі з Роджером Ковенантом. Есмер матеріалізується, як і Борона. Ур-віли, які служили Лінден під час її пошуку Посоха Закону, також приєднуються до бійки. Відбувається могутня битва, під час якої Лінден викликає на допомогу Сандґорґон Нома. З'являється армія Сандґорґонів і вступає в рукопашну битву, змінюючи хід битви на користь компанії Лінден; Роджер Ковенант відступає, а Гарроу та Есмер зникають. Сендґорґони, спілкуючись телепатично з Посохом Гаручая, повідомляють Лінден, що вони вважають своє служіння їй закінченим і більше не слухатимуться її заклику.
Лінден і компанія продовжують рух до відносно нового лісу Салва Гілденборн, дикого, схожого на джунглі простору, що оточує Анделайн. Тут вони вперше стикаються з одним із вогняних змієподібних скурджів; компанія намагається боротися з цим, і Лінден виявляє, що не може спрямувати достатню силу від свого Штабу Закону через Бруд Кевіна. У той же час на Лінден нападає божевільний Велетень. Гігант швидко підкорений групою воїнів-гігантів, які погоджуються приєднатися до компанії Лінден під час їхньої подорожі до Анделайна. Їх лідер пояснює Ліндену, що дії божевільного Велетня Лонґрота (який є онуком старого друга Ліндена, Першого в Пошуку), були центром діяльності її групи; вони пообіцяли виявити осередок божевілля Лонгрота, яким, здається, була сама Лінден.
Оскільки Лонгрота ув'язнюють його товариші-гіганти, компанія зустрічає Есмер, яка попереджає їх, що Кастенессен, його дід, надіслав зграю скурджів, щоб перешкодити спробі Ліндена відновити криль. Здійснюючи відчайдушну позицію на околиці Анделайна, компанії вдається стримувати скурдж достатньо довго, щоб увійти в Анделайн, куди їхні нападники, здається, не можуть прослідкувати.
Коли Лінден та її супутники входять до Анделайн, Привиди ведуть її до місця спочинку криля. Борона і Інфеліс Елохіма благають Лінден відмовитися від свого бажання володіти могутнім клинком і від своїх прихованих намірів. Борона каже Ліндену, що він знає, де лорд Фол тримає Єремію, і що він обміняє це знання на каблучку з білого золота та Посох Закону.
Але Лінден не відвернеться, і коли вона наближається до криля, їй з'являються Мертві: Сандер, Голліан, Гоннінскрейв, Кейл, Старі Лорди, але не сам Томас Ковенант. Проте Мертві відмовляються давати їй пораду. Досягнувши вершини свого прихованого наміру, Лінден викликає порушників Законів Життя і Смерті: Олену та Каер-Каверала. Через їхню присутність викликається дух Завіту Томи. Але він також відмовляється дати їй пораду; він не може.
Принижені також намагаються втрутитися, але друзі Лінден виграють її свободу вибору, зриваючи спроби Принижених. Нарешті Лінден схоплює криля й підноситься надзвичайною силою: тепер вона здатна володіти як дикою магією, так і силою Землі разом, надто великою силою для будь-якої істоти, яка не має здатності криля спрямовувати такі сили.
Своєю новонабутою силою Лінден втілює в життя своє таємне бажання та прихований намір; вона воскрешає Томаса Ковенанта, єдину людину, яка, на її думку, може допомогти їй у пошуках Єремії та перемогти Зневажливого. Але Томас Ковенант виглядає збентеженим її діями: «О, Лінден, що ти наробила?». Інфеліс відповідає, що завдяки застосуванню надзвичайної сили Лінден Ейвері розбудила Хробака Краю Світу, поставивши під загрозу саму Арку Часу та все життя в Країні.

## Персонажі «Фатального ревенанта»
- Лінден Евері
- Джеремія Джейсон (прийомний син Лінден Евері)
- Роджер Ковенант (син Томаса Ковенанта)
- Анель (син Сандера та Холліан)
- Держак (Харухай; господар землі)
- Ліанд (Каменетримач)
- Есмер (Син Кейла та простих дружин)
- Махртіїр (Манетралл рамена)
- Бхапа (шнур рамена)
- Пані (шнур рамена)
- Бранл (Принижений Майстрів)
- Галт (Принижений Майстрів)
- Клайм (Принижений Майстрів)
- Махдуб (інсеквент)
- Феомах (інсеквент)
- Гарров (інсеквент)
- Берек Напіврук (Харттью, Лорд-Батько; Перший зі Старих Лордів)
- Керріол Вілдвуд (лісовик)
- Лонгврат (Велетень; ім'я Свордмайннір)
- Райм Колдспрей (залізний кулак Свордмайнніра)
- Гин (Ранихин)
- Гинин (Ранигин)
- Інфеліс (Елогім)
- Томас Ковенант

## Основні теми
Важливою темою цієї книги є ненависть до себе.

## Літературне значення і критика
«його описові уривки заворожують і такі яскраві, як найдивовижніші сни». Bookreader.com

## Деталі публікації
- 2007, США, Putnam Publishing Group (ISBN 0399154469), дата публікації 9 жовтня 2007 р., тверда палітурка (перше видання)
- 2007, Велика Британія, Gollancz (ISBN 0575076003), дата публікації 18 жовтня 2007 р., тверда палітурка

## Виноски
1. ↑  Fatal Revenant review. Bookreporter.com. Процитовано 21 грудня 2007.